# Dove-2
Dove-2 ist ein Erdbeobachtungssatellit des US-amerikanischen Unternehmens Planet Labs (vormals Cosmogia) in San Francisco, Kalifornien.
Der Satellit wurde am 19. April 2013 10:00 UTC von Baikonur aus zusammen mit dem Biosatelliten Bion-M1 und den fünf Kleinsatelliten AIST 2, Beesat-2, Beesat-3, OSSI 1 und SOMP mit einer Sojus-2.1a-Rakete gestartet. Am 21. April wurde er von Bion-M1 getrennt.

## Aufbau und Nutzlast
Bei Dove-2 handelt es sich um einen Cubesat der Größe 3U. Der Satellit besitzt eine kleine Kamera und soll die technischen Möglichkeiten demonstrieren, wie mit COTS-Komponenten kostengünstig Satelliten gebaut werden können.